# 1. divisjon 2018 (football americano norvegese)
La 1. divisjon 2018 è la 26ª edizione del campionato di football americano di secondo livello, organizzato dalla NAIF.

## Squadre partecipanti
| Club                    | Città        | Stadio | Sponsor ufficiale | Risultato nella stagione 2017 |
| ----------------------- | ------------ | ------ | ----------------- | ----------------------------- |
| Gjøvik Swans            | Gjøvik       |        |                   |                               |
| Kolbotn Hunters         | Oppegård     |        |                   |                               |
| Kristiansand Gladiators | Kristiansand |        |                   |                               |
| Sarpsborg Olavs Menn    | Sarpsborg    |        |                   |                               |

## Stagione regolare

### Calendario

#### 1ª giornata
| Kristiansand 14 aprile 2018, ore 14:00 | Kristiansand Gladiators | 25 – 26 | Sarpsborg Olavs Menn | Karuss |

#### 2ª giornata
| Gjøvik 21 aprile 2018, ore 14:00 | Gjøvik Swans | 13 – 28 | Kristiansand Gladiators | Vind stadion |

| Skjeberg 22 aprile 2018, ore 14:00 | Sarpsborg Olavs Menn | 67 – 0 | Kolbotn Hunters | Skjeberg Sport |

#### 3ª giornata
| Sofiemyr 28 aprile 2018, ore 14:00 | Kolbotn Hunters | 19 – 13 | Gjøvik Swans |  |

#### 4ª giornata
| Skjeberg 6 maggio 2018, ore 13:00 | Sarpsborg Olavs Menn | 38 – 6 | Kristiansand Gladiators | Skjeberg Sport |

#### 5ª giornata
| Gjøvik 13 maggio 2018, ore 12:00 | Gjøvik Swans | 0 – 13 | Kolbotn Hunters | Vind stadion |

#### 6ª giornata
| Sofiemyr 19 maggio 2018, ore 14:00 | Kolbotn Hunters | 6 – 35 | Sarpsborg Olavs Menn |  |

| Kristiansand 20 maggio 2018, ore 14:00 | Kristiansand Gladiators | 38 – 15 | Gjøvik Swans | Karuss |

#### 7ª giornata
| Gjøvik 27 maggio 2018, ore 14:00 | Gjøvik Swans | 7 – 50 | Sarpsborg Olavs Menn | Vind stadion |

#### 8ª giornata
| Sofiemyr 2 giugno 2018, ore 14:00 | Kolbotn Hunters | 8 – 20 | Kristiansand Gladiators |  |

#### 9ª giornata
| Skjeberg 10 giugno 2018, ore 14:00 | Sarpsborg Olavs Menn | 59 – 6 | Gjøvik Swans | Skjeberg Sport |

#### 10ª giornata
| Kristiansand 16 giugno 2018, ore 14:00 | Kristiansand Gladiators | 24 – 0 | Kolbotn Hunters | Karuss |

### Classifica
La classifica della regular season è la seguente:
- PCT = percentuale di vittorie, G = partite giocate, V = partite vinte,  P = partite perse, PF = punti fatti, PS = punti subiti

| Pos. | Squadra                 | PCT   | G | V | N | P | PF  | PS  |
| ---- | ----------------------- | ----- | - | - | - | - | --- | --- |
| 1    | Sarpsborg Olavs Menn    | 1.000 | 6 | 6 | 0 | 0 | 275 | 50  |
| 2    | Kristiansand Gladiators | .667  | 6 | 4 | 0 | 2 | 141 | 100 |
| 3    | Kolbotn Hunters         | .333  | 6 | 2 | 0 | 4 | 46  | 159 |
| 4    | Gjøvik Swans            | .000  | 6 | 0 | 0 | 6 | 54  | 207 |

## Verdetti
- Sarpsborg Olavs Menn promossi in Eliteserien 2019